# Bombus argillaceus
Espèce
Bombus argillaceus est une espèce de bourdons du sous-genre Megabombus, qui se rencontre du Sud et du Sud-Est de l'Europe jusqu'à l'Ouest de l'Asie. 

## Description
Un gros bourdon, la reine a une longueur de corps de 24 à 28 mm avec une longue trompe, une tête oblongue et des ailes sombres. Les mâles et les ouvrières sont considérablement plus petits que la reine. Le thorax est jaune avec une large bande médiane noire. L'abdomen de la reine est entièrement noir, tandis que les mâles et les ouvrières ont le premier tergite (segment abdominal) et le centre du second jaune, la partie médiane noire et la queue blanche, sauf le dernier tergite, qui est noir. 

## Habitat
En Turquie, il vit dans les montagnes, généralement à des altitudes comprises entre 900 à 1 870 m au-dessus du niveau de la mer. Il a cependant été trouvé jusqu'à 2 855 m. 
Ses principales sources de nourriture sont les plantes à fleurs de la famille des Boraginaceae (famille des myosotis), des Asteraceae (famille des asters), des Lamiaceae (famille de la menthe) et des Fabaceae (famille des pois). 

## Distribution
Bombus argillaceus se rencontre de l'est de la Méditerranée jusqu'aux Alpes en France, en Italie, en Suisse et en Autriche, en passant par la Hongrie au nord jusqu'à Cluj en Roumanie. À l'est, il atteint l'Est du Kazakhstan, et au sud et au sud-est les Balkans, la Grèce,  Chypre, la Turquie, le Caucase et le nord de l'Iran. 

## Systématique
Le nom valide complet (avec auteur) de ce taxon est Bombus argillaceus (Scopoli, 1763).
L'espèce a été initialement classée dans le genre Apis sous le protonyme Apis argillacea Scopoli, 1763.
Bombus argillaceus a pour synonymes :
- Apis argillacea Scopoli, 1763
- Apis tropica Christ, 1791
- Bombus argillaceus creticola Strand, 1915
- Bombus ligusticus Spinola, 1805
- Bombus ruderatus argillaceus (Scopoli, 1763)
- Bombus scutellatus Illiger, 1806